# الإسكندرية (العراق)
الإسكندرية مدينة عراقية تتبع إداريا لقضاء المسيب في محافظة بابل وسط العراق تبعد 40 كم عن مدينة بغداد ويبلغ عدد سكان المدينة حوالي 157 ألف نسمة.

## الموقع الجغرافي
تمتاز مدينة الإسكندرية بموقع استراتيجي في وسط العراق، فهي تحد أربعة محافظات عراقية، ولها حدود مباشرة مع محافظة بغداد العاصمة من جهتها الشمالية، حيث كانت تابعةً لها سابقًا، من الجنوب تحدها محافظة بابل، حيث تتبع لها حاليًا من الناحية الإدارية عن طريق قضاء المسيب. ومن الجهة الغربية تحدها محافظة الأنبار، حيث يفصلها عن هذه المحافظة نهر الفرات، أما من جهتها الشرقية، فهي تتصل مع محافظة واسط عن طريق أراضي زراعية كثيفة.
وتعد مدينة الإسكندرية بوابة وسط العراق نحو الجنوب. فهي تقع على مفترق طرق، حيث تربط بغداد مع كل من مدينتي بابل وكربلاء، لذلك فهي المحطة الرئيسة لمرور المواصلات، ونقل البضائع التجارية.

## نبذة تأريخية
يعود ظهور مدينة الإسكندرية في بلاد ما بين النهرين إلى العصر البابلي الحديث، وكانت تسمى بكور بابل، ثم اكتسبت تسميتها (الإسكندرية) نتيجة اتخاذها من قبل الإسكندر الأكبر كمقر لقيادة جيشه لفتح بابل بصورة خاصة وبلاد ما بين النهرين وبلاد ما وراء النهر بصورة عامة، وتشير المصادر التأريخية القديمة إلى أن الإسكندر الأكبر قد لقي حتفه في مدينة الإسكندرية ببابل، ويبدو أن مدينتي بابل والحضر في بلاد ما بين النهرين بقيتا عاملي جذب وإغراء على الدوام لجيوش الرومان التي غزت هذه البلاد. حتى أن الأمير الروماني تراجان قدم القرابين في الغرفة نفسها التي مات فيها الإسكندر الأكبر عندما كان في بابل ربيع عام 116 ميلادية، أي بعد مرور أكثر من 400 سنة على موت الإسكندر. ولقد طمع الرومان بكنوز معبد الشمس في الحضر، كما كانت قصة موت الإسكندر في بابل وأحلامه بجعلها عاصمة له تثير لديهم الرغبة في دخولها.

## النشاط الصناعي
تحوي مدينة الإسكندرية على أكبر المنشآت الصناعية في العراق. حيث تم وضع الحجر الأساس لأغلب هذه المنشأت الصناعية الكبيرة في عهد الزعيم عبد الكريم قاسم، وهذه المنشآت هي:
- المنشأة العامة لصناعة السيارات.
- المنشأة العامة للصناعات الميكانيكية.
- منشأة المحطة الحرارية لتوليد الطاقة الكهربائية، (وهي ثاني أكبر محطة توليد للطاقة الكهربائية في العراق).
- منشأة حطين العامة (التي تم تفكيكها بعد غزو العراق 2003م، إذ كانت تستخدم لأغراض التصنيع العسكري).
- منشاة المحطة الغازية لتوليد الطاقة الكهربائية (مجاورة للمحطة الحرارية الحالية).

## المؤسسات العلمية
تحوي هذه المدينة على مبنى كلية واحدة وهي الكلية التقنية وتحوي عدة تخصصات ومنها التخصص التكنولوجي والتخصص الزراعي وتم إضافتها إلى جامعة الفرات الأوسط التقنية المستحدثة عام 2014م، كما تحوي هذه المدينة على عدة معاهد مهنية ومنها معهد التدريب المهني، والمعهد التقني - المشروع.

## المواقع الدينية والأثرية

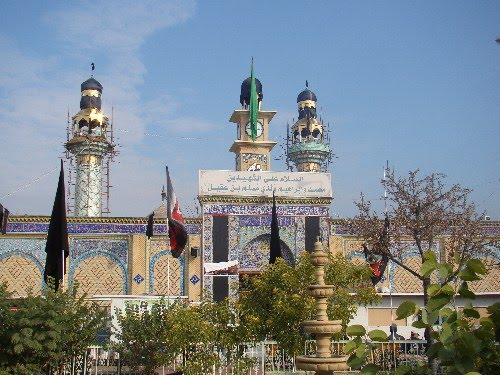
مرقد أولاد مسلم بن عقيل

تحوي مدينة الإسكندرية على العديد من المقامات الدينية والمواقع الأثرية ومنها:
1. جامع الإسكندرية الكبير، وهو من مساجد العراق القديمة الأثرية، حيث يعتبر ثاني أقدم جامع في بابل، ولقد تم بناؤهُ عام 1310هـ/1892م، في عهد السلطان عبد الحميد الثاني أيام حكم الدولة العثمانية.
2. مرقد أولاد مسلم: يضم هذا الضريح محمد وإبراهيم وهما ولدي مسلم بن عقيل، وهو ابن عم الحسين بن علي بن أبي طالب عليهما السلام. ويقع مرقد أولاد مسلم بن عقيل على الضفّة الشرقيّة من نهر الفرات قرب مدينة المسيب والتي تبعد 42 كم عن مدينة الحلة و30 كم عن مدينة كربلاء، ورغم قرب منطقة أولاد مسلم من مدينة المسيب إلا أنها تتبع إداريا لمدينة الإسكندرية، ويضم مرقد أولاد مسلم قبرين عامرين، وعلى كل قبر قبة في حرم واحد مستطيل، وأمام قبريهما صحن فيه غرف للزائرين، وقد طرأت على مشهديهما عدة عمارات. وقد استشهد ولدا مسلم بن عقيل بسنة بعد استشهاد والدهما، وللشهيدين أثر عظيم ومفجع في نفوس كل من يزورهما من المسلمين لما لهما من براءة الطفولة وقرابتهما من الرسول(ص). ويروى أنهما كانا مع الحسين عليه السلام في واقعة عاشوراء الشهيرة التي حدثت في سنة 61 هجريّة، ثم أُسِرا وأُودِعا السجن بعد استشهاد الحسين، عليه السلام ثمّ هرّبهما السجّان فَضَلاّ الطريق، فقبض عليهما حارث بن عروة الطائي وقتلهما على شطّ الفرات عام 62 هجري. وكان عمر الأوّل عشر سنوات والثاني تسع.
3. مرقد أو مقام الخضر : في الواقع هناك موقعين للخضر في مدينة الإسكندرية احدهما مقام للخضر العبد الصالح الذي ذكر في القران الكريم بقصة النبي موسى، والآخر يعود لرجل صالح من نسل النبي محمد.(ص) وكلاهما يقعان على الضفة الشرقية لنهر الفرات، إلا أن بينهما مسافة بحدود 10 كيلومترت تقريبا.
4. مقام النبي إبراهيم الخليل: والأصح هو مقام (الإسكندر الأكبر)، يقول الدكتور مصطفى جواد: (إن هذا المقام أصله المكان الذي مات ودفن فيه مؤقتا، الإسكندر المقدوني قبل نقله إلى مصر، ولتقادم الزمن طمر الأصل وعرف بغير اسمه وهو ما يؤكده الدكتور بهنام أبو الصوف والدكتور فوزي رشيد والدكتور البابلي طه باقر)،[5]). ويقع هذا المقام أيضا على الجهة الشرقية لنهر الفرات وبالقرب من مقام الخضر.
5. خان الوقف: وهو عبارة عن ثلاث قلاع كبيرة بنيت على فترات متلاحقة في القرن السادس عشر الميلادي في وسط مدينة الإسكندرية والتي تدعى الآن بالمنطقة القديمة، ويحوي كل من هذه القلاع الثلاث على العديد من القباب التي لا تزال قائمة إلى هذا اليوم بدون حدوث أي تغييرات عليها إلا بعض التغييرات الطفيفة نتيجة عوامل المناخ. وهذا الخان هو أحد تسع وتسعين خان، ولقد بنيت هذه القلاع الثلاث لهذا الخان كمحطة على طريق الزائرين للعتبات المقدسة وأوقفت لهذا الغرض ومنها جاءت تسميته (خان الوقف)، حيث كانت تستخدم آنذاك كمحطات لاستراحة الزائرين ودوابهم. واستخدمت فيما بعد من قبل الجندرمة في العهد العثماني.

## التركيب السكاني
يبلغ عدد السكان 200 ألف نسمة حسب تقديرات عام 2016م،

## تفجير ملعب الحصوة
تفجير إرهابي استهدفة مدينة الحصوة التابعة إلى ناحية الأسكندرية، في محافظة بابل شمال الحلة، بتاريخ 25 مارس 2016، أدى التفجير الإنتحاري إلى مقتل أكثر من 30 شخص وإصابة حوالي 100 شخص وكان الانتحاري قد استهدف أحد أهم الملاعب في ناحية الإسكندرية